# Вовчинецька сільська рада (Козятинський район)
Вовчинецька сільська рада — колишній орган місцевого самоврядування у Козятинському районі Вінницької області. Адміністративний центр — село Вовчинець.

## Загальні відомості
Територією ради протікає річка Гнилоп'ять.

## Населені пункти
Сільській раді були підпорядковані населені пункти:
- с. Вовчинець

## Склад ради
Рада складалася з 16 депутатів та голови.

### Керівний склад попередніх скликань
| ПІБ                       | Основні відомості                                                                       | Дата обрання | Дата звільнення |
| ------------------------- | --------------------------------------------------------------------------------------- | ------------ | --------------- |
| Токова Людмила Миколаївна | Сільський голова, 1965 року народження, освіта середня спеціальна, позапартійна         | 26.03.2006   | 31.10.2010      |
| Токова Людмила Миколаївна | Сільський голова, 1965 року народження, освіта середня спеціальна, член Партії регіонів | 31.10.2010   |                 |

Примітка: таблиця складена за даними джерела